# Corrado Dal Fabbro
Corrado Dal Fabbro (Longarone, 4 de agosto de 1945-Pieve di Cadore, 29 de marzo de 2018) fue un deportista italiano que compitió en bobsleigh en las modalidades doble y cuádruple.
Participó en los Juegos Olímpicos de Sapporo 1972, obteniendo una medalla de plata en la prueba cuádruple. Ganó una medalla de plata en el Campeonato Mundial de Bobsleigh de 1971.

## Palmarés internacional
| Juegos Olímpicos   | Juegos Olímpicos  | Juegos Olímpicos | Juegos Olímpicos |
| Año                | Lugar             | Medalla          | Prueba           |
| ------------------ | ----------------- | ---------------- | ---------------- |
| 1972               | Sapporo (Japón)   | Medalla de plata | Cuádruple        |
| Campeonato Mundial |                   |                  |                  |
| Año                | Lugar             | Medalla          | Prueba           |
| 1971               | Cervinia (Italia) | Medalla de plata | Doble            |